# Letesenbet Gidey
Letesenbet Gidey (Tigré, 1998. március 20. –) etióp világbajnok, olimpiai bronzérmes hosszútávfutó. 2021-től a félmaraton világcsúcstartója. 2020–2023 között ő tartotta a világcsúcsot 5000 méteren, valamint 2021–2024 között 10 000 méteres síkfutásban is.

## Pályafutása
Gidey az Etióp bajnokságban 5000 méteren a felnőttek között versenyezve 16 évesen 16:19,30-as eredménnyel lett bronzérmes 2014-ben. Gyakran vett részt mezei futóversenyeken is, a junior korosztályban több világbajnoki címet is szerzett.
2017-ben kvalifikálta magát a londoni atlétikai világbajnokságra 5000 méteres síkfutásban, ahol döntőbe jutott és végül 15:04,99-es idővel a 11. helyen ért célba. A 2019-es mezei futó világbajnokságon egyéniben bronzérmes, csapatban pedig aranyérmes lett. Ebben az évben májusban megnyerte az etióp bajnokságot 10 000 méteren, 32:10,2-es eredménnyel, a szeptemberi világbajnokságon Dohában is ezen a távon indult és 30:21,23-as idővel ezüstérmes lett Sifan Hassan mögött.
2019 novemberében 15 km-es országúti versenyen Nijmegenben 44:20-as idővel megdöntötte Joyciline Jepkosgei két éve fennálló világcsúcsát több mint egy perccel. Ezzel ő lett az első női atléta, aki 45 percen belül teljesítette a 15 km-es távot országúton. A verseny utolsó 10 km-ét 29:12-vel futotta, gyorsabban, mint az akkor fennálló 10 000 méteres síkfutás világcsúcsa, amit akkoriban Almaz Ayana tartott 29:17,45-tel.
Egy valenciai versenyen 2020. október 7-én megdöntötte Tirunesh Dibaba 2008 óta fennálló világcsúcsát 5000 méteren. Az új csúcs 14:06,62 lett, négy másodperccel jobb a korábbinál.
2021. június 6-án Sifan Hassan világcsúcsot futott 10 000 méteren Hengeloban. Két nappal később ugyanazon a pályán rendezték az etióp válogató versenyt, amelyet Letesenbet Gidey új világcsúccsal nyert meg, Hassan idején további 5 másodpercet javítva 29:01,03-as időeredménnyel. Az augusztusban rendezett tokiói olimpián is ők ketten számítottak legesélyesebbnek. A verseny nagy részében Letesenbet Gidey állt az élen, ő diktálta az iramot, Sifan Hassan azonban végig tartotta vele a lépést, és az utolsó 150 méteren megelőzte, majd lehajrázta az erejével elkészülő Gideyt, aki végül bronzérmes lett. 2021. október 24-én a valenciai félmaratonon életében először indulva ezen a távon világcsúcsot futva győzött. 1:02:52-es ideje több, mint egy perccel jobb a korábbi, Ruth Chepngetich által felállított rekordnál, és Gidey lett az első nő, aki 3 perc/km-es átlagnál is jobb eredménnyel teljesítette a félmaratoni távot. Ezzel 13 hónapon belül már a harmadik távon döntötte meg a világcsúcsot.
A 2022-es világbajnokságon 10 000 méteres távon hasonlóan az előző évi olimpiai döntőhöz, az utolsó körökben már Gidey állt az élen, közvetlen mögötte az üldözői két kenyai – Margaret Kipkemboi és Hellen Obiri, valamint Sifan Hassan voltak. Az utolsó körben Hassan ismét megpróbált előre törni, de ereje ezúttal nem volt elegendő hozzá. A versenyt Gidey nyerte, minden idők egyik legszorosabb befutójával, az első három helyezett között mindössze 0,13 másodperc különbség volt. Ezen a világbajnokságon 5000 méteren is elindult, ahol a döntőben végül az ötödik helyen ért célba.
2022 decemberében elindult életében először a maratoni távon Valenciában, azzal a céllal, hogy megdöntse a világcsúcsot. Edzője verseny előtti előrejelzése szerint képes lehet 2:13:30 – 2:15:00 közötti eredményt elérni. A verseny elején Gidey az élre is állt és az első féltávot 1:07:18-cal teljesítették Amane Beriso Shankuleval és elszakadtak a többiektől. 35 km-nél a világcsúcshoz képest mindössze 7 másodperc volt a lemaradás, de Gidey már nem tudta növelni a tempóját, sőt az utolsó kilométerekre már Beriso tempóját sem bírta tartani és végül csaknem két perces lemaradással, 2:16:49-es eredménnyel lett második. Így is ez lett a világ legjobb ideje a debütálók maratoni eredményeit számítva, összességében pedig a világ hatodik legjobb időeredménye.
A 2023-as budapesti világbajnokságon 10 000 méteren ezüstérmes lett.

## Egyéni legjobbjai
Szabadtér
| Táv      | Eredmény | Helyszín                              | Időpont          |
| -------- | -------- | ------------------------------------- | ---------------- |
| 1500 m   | 4:11,11  | Hérouville-Saint-Clair, Franciaország | 2017. június 15. |
| 3000 m   | 8:20,27  | Stanford, Amerikai Egyesült Államok   | 2019. június 30. |
| 5000 m   | 14:06,62 | Valencia, Spanyolország               | 2020. október 7. |
| 10 000 m | 29:01,03 | Hengelo, Hollandia                    | 2021. június 8.  |

Országút
| Táv        | Eredmény | Helyszín                | Időpont            |
| ---------- | -------- | ----------------------- | ------------------ |
| 10 km      | 33:55    | Bengaluru, India        | 2019. május 19.    |
| 15 km      | 44:20    | Nijmegen, Hollandia     | 2019. november 17. |
| félmaraton | 1:02:52  | Valencia, Spanyolország | 2021. október 24.  |
| maraton    | 2:16:49  | Valencia, Spanyolország | 2022. december 4.  |